# Bachivillers
Bachivillers is een plaats en voormalige gemeente in het Franse departement Oise (regio Hauts-de-France) en telt 346 inwoners (1999). De plaats maakt deel uit van het arrondissement Beauvais.

## Geschiedenis
Bachivillers is op 1 januari 2019 gefuseerd met de gemeente Fresneaux-Montchevreuil tot de gemeente Montchevreuil. 

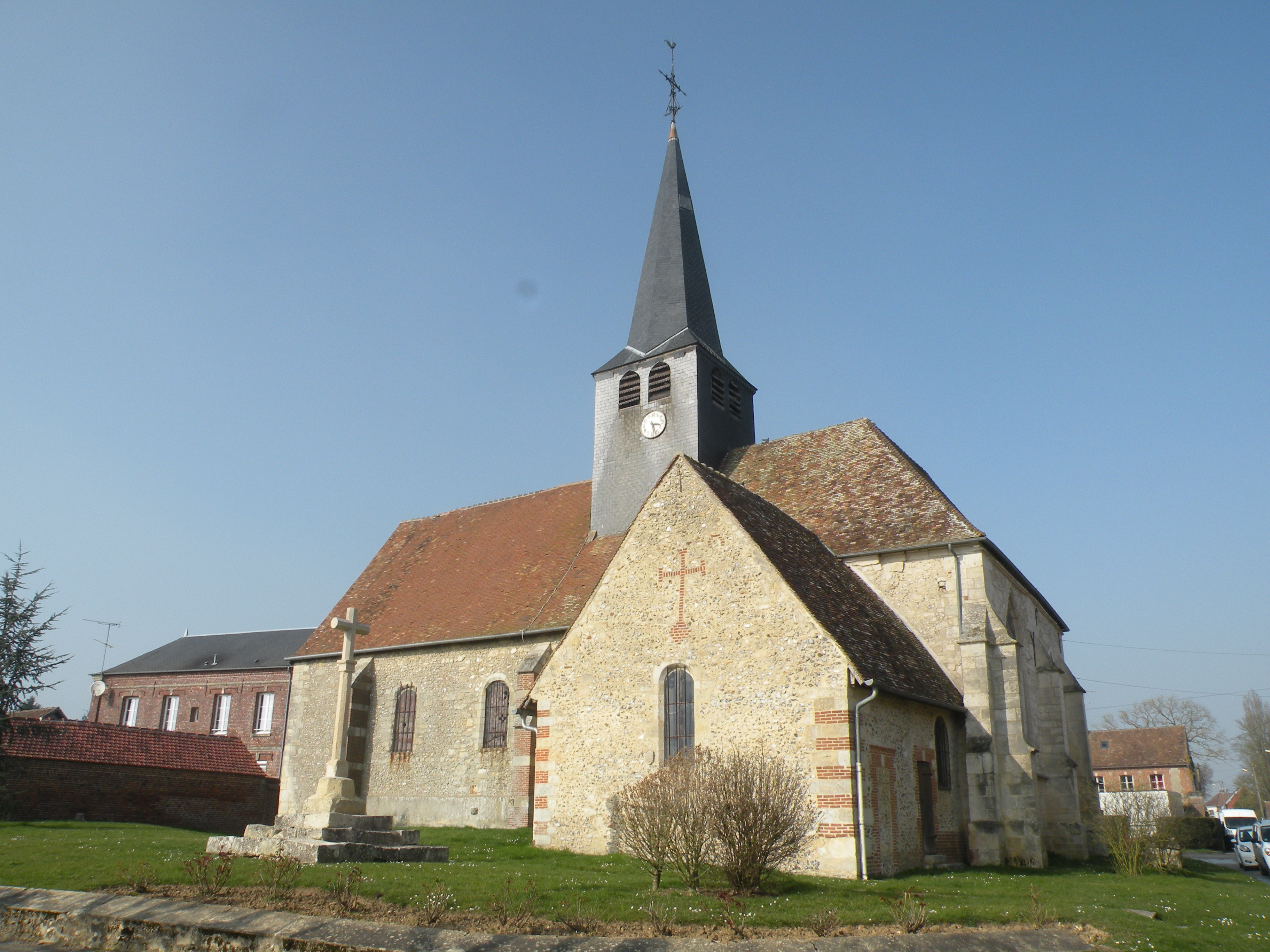
Kerk van St. Sulpice

## Geografie
De oppervlakte van Bachivillers bedraagt 6,0 km², de bevolkingsdichtheid is 57,7 inwoners per km².
De onderstaande kaart toont de ligging van Bachivillers met de belangrijkste infrastructuur en aangrenzende gemeenten.

## Demografie
Onderstaande figuur toont het verloop van het inwonertal.